# Kanton Seyne
Kanton Seyne (fr. Canton de Seyne) je francouzský kanton v departementu Alpes-de-Haute-Provence v regionu Provence-Alpes-Côte d'Azur. Tvoří ho osm obcí.

## Obce kantonu
- Auzet
- Barles
- Montclar
- Saint-Martin-lès-Seyne
- Selonnet
- Seyne
- Verdaches
- Le Vernet